# Serie 1000 de TMB

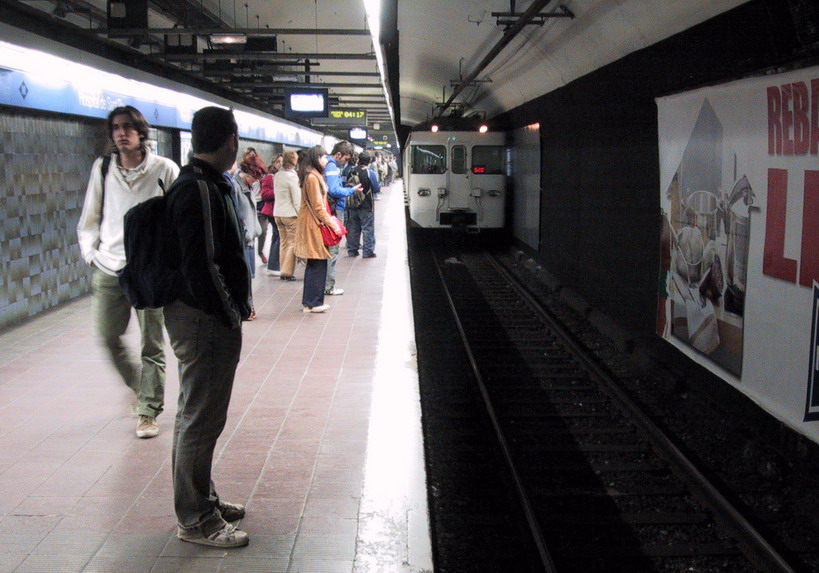
Serie 1000 entrando a Sant Pau

La serie 1000 de trenes del Metro de Barcelona fue construida por La Maquinista Terrestre y Marítima y MACOSA, con la colaboración técnica de Maschinenfabrik Augsburg Nürnberg (MAN) de Alemania y Brown Boveri de Suiza. Esta serie, compuesta por 100 coches motores numerados del 1001 al 1100, fue encargada en 1967 y comenzó a entrar en servicio entre 1970 y 1976.
Los primeros 10 vehículos, numerados del M-1001 al M-1010, fueron fabricados en Alemania y Suiza por MAN y Brown Boveri, y llegaron a Barcelona por vía marítima. De hecho, existe una fotografía de uno de estos coches circulando en la línea Bremgarten-Dietikon en 1970, antes de su entrega a la ciudad. Posteriormente, el resto de los coches de la serie se fabricaron en Barcelona.
El primer coche de la serie fue entregado a la compañía el 5 de mayo de 1970, y durante ese mismo año se pusieron en servicio 28 nuevas unidades. En 1971, se añadieron 17 unidades más, cada una compuesta por dos coches motores, completando así el material necesario para la operación normal de la línea.

## Serie 1100 del Metro
En respuesta a las crecientes demandas de material derivadas de futuras inauguraciones, se decidió en 1972 ampliar el pedido original de 50 trenes con un segundo lote adicional de 54 unidades. Este nuevo pedido incluyó diversas modificaciones y mejoras recomendadas por los ingenieros del Metro, que dieron lugar a la creación de las nuevas series 1100 y 1200.
La serie 1100 está compuesta por 108 coches motores, numerados del 1101 al 1208, que comenzaron su circulación entre 1974 y 1979. Por su parte, la serie 1200 incluye los coches numerados del 1201 al 1208.
Cada dos coches motores se configuran como una unidad operativa indivisible, dado que los equipos necesarios para su funcionamiento se distribuyen entre ellos. La toma de corriente en los coches de la serie 1000 se realiza a través de catenaria, utilizando un pantógrafo en cada vehículo. En contraste, en los coches de la serie 1100, la alimentación eléctrica se obtiene mediante un tercer rail, con captación desde la parte inferior de este rail. Además, los coches B de dicha serie están equipados con un pantógrafo que les permite maniobrar en secciones donde hay catenaria. Actualmente, el suministro eléctrico de la serie 1100 se realiza mediante pantógrafos, ya que se ha instalado catenaria en toda la red tras la ampliación del horario de servicio del metro. Estos trenes tienen una capacidad para 36 pasajeros sentados y 150 de pie.
En los primeros años de funcionamiento, la serie 1100 enfrentó ciertos inconvenientes, dado que no se diseñaron específicamente para adaptarse a las características del trazado de las líneas del metro, que presentan radios de curvatura muy reducidos. Esta inadecuación provocó un considerable desgaste tanto en los rieles como en las aletas, lo que a su vez incrementó los costos operativos de estas unidades.

## Conclusiones
Los trenes fueron retirados de la circulación entre 2005 y 2007 en la L5, y entre 2007 y 2009 se retiraron en la L4.